# Diritto pubblico dell'economia
Il diritto pubblico dell'economia è una sezione del diritto pubblico che si occupa della disciplina pubblica dei fatti economici.

## Nella Costituzione italiana
La disciplina assume rilievo costituzionale nella forma della regolamentazione dell'iniziativa economica (art. 41, comma 1, della Costituzione) e della regolamentazione dell'esercizio di un'attività economica (art.41, comma 3, della Costituzione)
Nel loro Commento breve alla Costituzione, Vezio Crisafulli e Livio Paladin opportunamente sottolineano la sfiducia dei padri fondatori della Carta del 1948 «nella capacità autoregolatrice del mercato, giudicato inidoneo a raggiungere automaticamente le situazioni di "ottimo sociale", e l'attribuzione alla decisione politica, nella forma di legge, del primato in materia di regolazione dell'attività economica».
La legislazione ordinaria "ha risentito di tale situazione,
obbedendo spesso alle spinte delle diverse congiunture economiche
piuttosto che alle norme costituzionali di tutela dei
diritti sociali. E sulla base di tali spinte si è mossa ciclicamente
verso il restringimento o l'estensione di questi diritti, a volte
ampliando, a volte riducendo il diritto di proprietà".

## Opinioni dottrinali
L'autonomia concettuale, scientifica e didattica del diritto pubblico dell'economia è assai discussa per l'estrema elasticità dei confini di questa materia e per l'influenza che esercita sui rapporti giuridico tra amministratore e amministrato (v. Giovanni Quadri e Francesco Galgano)
Per Aldo Sandulli, l'amministrazione pubblica dell'economia è uno dei compiti dello Stato democratico, consistente nell'attività finalizzata a realizzare il massimo grado di benessere materiale e morale della collettività, attraverso la partecipazione di tutti i soggetti (pubblici e privati, nazionali e comunitari) al fenomeno produttivo e all'equa ripartizione della ricchezza nazionale.
È opinione diffusa in dottrina che il diritto pubblico dell'economia presenta delle affinità di contenuto con tutti i rami del diritto, e maggiormente con quello commerciale: ha perciò un carattere interdisciplinare e omnicomprensivo, dove la nota saliente è rappresentata dall'intervento di organismi pubblici negli affari economici. Per Tortorelli, si tratta di una materia in continuo divenire, dai confini mutevoli.
Per Santini (ma v. anche Giovanni Quadri e Francesco Galgano), il diritto pubblico dell'economia è quel complesso di norme usate dagli operatori economici, talora diverso da quello codificato e imposto dalla legge. Si tratta cioè di "modelli contrattuali" in uso nella pratica commerciale, ricavati da scelte concrete ben precise (es. il leasing o il factoring sono modelli contrattuali inesistenti nel codice civile ma in uso nella pratica commerciale).
Di conseguenza, si sostiene che la parità di tutti gli operatori economici riguarda l'accesso al mercato ma non anche lo svolgimento delle attività economiche (che sono invece soggette a limitazioni anche penali: es. monopolio di Stato).
Per Pedrazzi, il diritto pubblico dell'economia ha rilevanza scientifica solo ai fini penali, in quanto il Codice penale e altre leggi speciali puniscono i delitti contro l'economia pubblica, l'industria e il commercio, a tutela di interessi economici di vario genere.
In proposito, Galgano parla di "criminalità economica" per costruire un diritto penale dell'economia, o meglio un "diritto amministrativo dell'economia penalmente sanzionato" e articolato in tre filoni, ciascuno dei quali presidia un particolare settore:
1. settore della produzione della ricchezza (qui rilevano attività economiche antiecologiche e/o pericolose per l'ambiente e la salute);
2. settore della circolazione della ricchezza (qui rilevano le infrazioni valutarie e doganali);
3. settore finanziario (qui rileva l'evasione fiscale).

Per Palma, il problema del diritto pubblico dell'economia si risolve in un problema di programmazione ai sensi dell'art. 41, comma 3, della Costituzione, poiché il potere pubblico ha sempre attuato delle strategie di politica economica per eliminare gli squilibri settoriali e territoriali e individuare i fini dello sviluppo generale. La programmazione, per l'Autore, è una "progettazione sociale" intesa come modo di esercitare la funzione politica di governo.
Singolare è l'opinione di Massimo Severo Giannini circa il diritto pubblico dell'economia. Per l'Autore:
1. non esiste un sistema autonomo retto da principi autonomi;
2. non esiste una nozione giuridica di diritto pubblico dell'economia;
3. non esiste rilievo giuridico dell'intervento pubblico nell'economia, che al più può avere una valenza storica e descrittiva di un fenomeno variamente articolato in singole manifestazioni (sono queste che hanno rilievo giuridico: es. diritto pubblico della proprietà, del credito e del risparmio, del lavoro e dell'impresa, dell'urbanistica, ecc.).

Per l'autore, che riprende la teoria di Hedemann del primo dopoguerra (secondo cui il diritto pubblico dell'economia è una "cornice" che contiene istituti di diritto privato), l'intervento pubblico nell'economia è soltanto un'ipotesi applicativa dell'ideologia socialista, poiché le varie norme incidenti sul settore economico non sono peculiari e tipiche di un autonomo diritto pubblico dell'economia, stante la loro afferenza a strutture produttive eterogenee. 
In quest'ottica, esisterebbe anche una disciplina chiamata diritto dell'economia che unisce elementi del diritto pubblico dell'economia (controlli antitrust, liberalizzazioni dei servizi pubblici, regolazione dei mercati finanziari) con elementi del diritto privato (contratti e autoregolazioni), nonché altri strumenti di diritto privato sotto il controllo pubblico (contratti di interconnessione e regolazione del tetto al prezzo). Similmente anche il diritto commerciale unisce aspetti di diritto pubblico e di diritto privato.

Le università italiane erogano anche corsi di diritto dell'Economia e di Diritto privato dell'Economia.

## Evoluzione storica
Per la dottrina, la disciplina dei fatti economici, in tutti gli Stati e in tutte le epoche, è sempre stata ispirata a concezioni socio-politiche contingenti.

Altri autori affermano invece che la disciplina dei maggiori aggregati economici è determinata dalle dimensioni dell'organizzazione pubblica, a seconda che i compiti ad essa assegnati (ordine pubblico, infrastrutture, sanità, istruzione, ecc.) siano perseguiti con organizzazione propria o avvalendosi di soggetti terzi.
La comprensione dell'amministrazione pubblica [con riguardo all'aspetto economico] è possibile solo conoscendone la genesi ed il processo evolutivo a partire dal periodo post-feudale, quando cioè si disgregò il sistema carolingio e cominciò a delinearsi lo Stato assoluto, che era la risposta all'esigenza di uniformità legislativa ed organizzativa cui affidare la cura di interessi comuni.
Un breve cenno merita la singolare coscienza economica romana, severissima con la proprietà individuale, abbastanza rilassata nei confronti della proprietà comune. Basti pensare che nel 167 a.C. il Senato rinunciò all'esercizio delle miniere macedoniche, perché gli appaltatori "spogliavano i sudditi e derubavano l'erario" (Catone).

### In Italia
Occorre risalire al primo conflitto mondiale per ricostruire l'evoluzione storica del thema agendum. Ciò, in quanto le guerre portano ad un intervento più forte dello Stato nell'economia, essendovi la necessità di controllare il rifornimento di viveri, di allocare (molto spesso con tesseramenti) i prodotti alimentari o energetici scarsi, e soprattutto di provvedere alle spese sempre notevoli dell'esercito.
Restringendo invece l'analisi storica all'ultimo cinquantennio, per Nitti, Einaudi ed altri pubblicisti, deve evidenziarsi l'importanza dell'intervento pubblico soprattutto per eliminare quella "colonia di sfruttamento dell'industria settentrionale" che era il Mezzogiorno d'Italia.
Anche Palma evidenzia che l'intervento pubblico si è in quel periodo ampliato dal settore della ricostruzione (IRI) a quello dell'approvvigionamento energetico (ENI) ed a quello della previdenza sociale (INPS e INA).
Lo Stato è anche intervenuto nel settore dell'economia privata attraverso: 
1. provvedimenti legislativi in favore delle aree depresse del Mezzogiorno;
2. l'erogazione di contributi e altri finanziamenti in settori specializzati (piccola industria tessile, cantieristica, ecc.);
3. l'acquisizione in mano pubblica (v. IRI, ENI, GEPI) di imprese in crisi.

Negli anni ‘50-60, l'art. 41 della Costituzione fu valorizzato per il solo primo comma, di cui fu riconosciuta la portata programmatica, con l'obiettivo di dare il più ampio spazio possibile al mercato ed alle sue regole (cd. lex mercatoria).

Erano gli anni del cd. miracolo economico, in cui il meccanismo di accumulazione dava risultati notevoli, grazie anche agli aiuti del Piano Marshall. L'organizzazione pubblica assumeva dimensioni ancora più vaste, per effetto dell'assunzione di compiti nuovi e soprattutto per effetto dell'istituzione delle Regioni.
La crisi congiunturale degli anni ‘70 cambiò il contesto economico-culturale: crescevano i costi di agglomerazione nelle regioni del teatro industriale, si verificava una sorta di saturazione economica, e gli imprenditori privati cercavano di difendere i propri profitti o spostando i capitali all'estero o chiedendo sempre più spesso l'intervento dello Stato.

Fu rivalutato il secondo e principalmente il terzo comma dell'art. 41 più volte citato, con l'emanazione di una legislazione vincolistica e di tutela del settore dell'ambiente e del lavoro.

Soprattutto si riscoprì che l'iniziativa economica privata andava regolata per raggiungere gli stessi obiettivi perseguiti dall'impresa pubblica: la tendenza a pubblicizzare tutti gli interessi possibili si stava invertendo.
A partire dagli anni ‘80, si è frenata l'assunzione da parte dello Stato della gestione di determinati rami produttivi di particolare interesse collettivo, poiché ciò comportava un rilevante aumento dei costi sociali ed un aggravio del bilancio statale non compensato peraltro da un pari aumento delle entrate, e si è fatto sempre più spesso ricorso all'indebitamento pubblico. Secondo l'opinione di alcuni economisti, l'intervento pubblico è naufragato in quanto non sostenuto da una adeguata "progettazione sociale" che individuasse i fini dello sviluppo generale, e anche per la mancata previsione di validi strumenti operativi: la legge di programma "sapeva ciò che voleva, ma non sapeva come volerlo".
Nell'ultimo decennio si sta assistendo ad una sorta di ritorno alla normativa post-unitaria, ad una rivalutazione cioè dell'impresa privata per correggere gli squilibri di settore. Ciò, anche sotto l'influenza del diritto dell'Unione europea, che guarda con sfavore le imprese pubbliche e le partecipazioni statali, in quanto potenzialmente perturbano il funzionamento e l'equilibrio concorrenziale del Mercato comune europeo.
La Comunità Europea mostra di preferire in maniera massiccia i canoni di diritto comune (Common Law): sintomatica in tal senso è l'equiparazione della concessione all'appalto, sia pure ai soli fini della tutela giurisdizionale.
Il vasto ambito di applicazione del diritto pubblico dell'economia si sta dunque progressivamente riducendo in favore del cd. diritto privato dell'economia, in cui le imprese e le aziende hanno la struttura organizzativa e operativa prevista dal Codice civile, e solo ai fini di controllo sono talora assoggettate in casi tassativi al regime pubblicistico della legge generale di contabilità pubblica del 1923.

## L'incidenza della privatizzazione
È opinione diffusa che l'intervento pubblico nell'economia sia attualmente un fenomeno in via di contrazione, stante la progressiva «fuga nel diritto privato», anche -come già accennato sopra- per effetto dell'applicazione del diritto dell'Unione europea.
La tendenziale privatizzazione, formale o sostanziale che sia, sta interessando tutti i settori. Lo scopo è quello di ridimensionare uno dei maggiori aggregati economici, ossia la spesa pubblica e l'indebitamento, e quindi di non aggravare ulteriormente le perdite di esercizio del bilancio dello Stato, causate da una dilatazione generalizzata dei compiti della pubblica amministrazione a partire dagli anni ‘70. L'art.41 Cost. esige altresì che la produzione sia destinata a fini sociali: l'attuazione di questo precetto esige che si attui una certa programmazione dell'economia, attraverso la conoscenza delle scelte produttive imprenditoriali.
Va infine tenuto conto che né il Codice civile né la Costituzione né tanto meno il diritto dell'Unione europea operano alcuna differenza tra la posizione dell'imprenditore privato e quella dell'imprenditore pubblico, stante la cd. pariteticità di condizione giuridica ed economica fra i due soggetti.
Sul punto, si ritiene che la parità di condizioni riguarda le modalità di accesso al mercato: non esistono limiti all'assunzione da parte dello Stato di un'attività economica, a condizione che ciò avvenga su un piano di parità e di concorrenza con i privati imprenditori. Precisi limiti invece sono posti a tutela dai monopoli di settore da parte di privati, in settori considerati importanti per l'economia nazionale quali l'energia e il credito dall'articolo 43 della Costituzione, che conferisce allo Stato il potere di avocare a sé o a categorie di lavoratori o a cooperative i sopradetti settori dell'economia; tuttavia questo potere nella storia della Repubblica è stato utilizzato esclusivamente una volta, quando nel 1963 il governo Moro istituì l'Ente Nazionale per l'Energia Elettrica attraverso l'esproprio delle imprese elettriche di dimensioni maggiori. La pariteticità di condizione delle attività economiche pubbliche e private postula la soggezione al diritto comune di entrambe: lo Stato e gli altri enti pubblici occupano la medesima posizione di un comune azionista, a prescindere dai fini perseguiti.
Sia le une che le altre trovano tutela nelle sedi competenti: tuttavia, data l'asserita natura di imprenditore commerciale dell'ente pubblico economico, si pongono delle particolarità, specialmente con riguardo alla irrisarcibilità degli interessi legittimi e all'assoggettabilità degli enti privatizzati al controllo della Corte dei conti (v. legge n. 258 del 1959).

## Gli strumenti del diritto pubblico dell'economia: rinvio
I rapporti tra Stato, mercato ed economia in Italia sono senz'altro diversi da quelli che si sono sviluppati nel XIX secolo, dopo l'unificazione del Regno d'Italia.

In particolare, va tenuto conto del pregnante ruolo svolto dall'Unione europea nella modificazione e nell'evoluzione di tali relazioni.
Per rappresentare analiticamente l'attuale assetto degli strumenti del diritto pubblico dell'economia, può tenersi presente che:
- sono mutati i sistemi pubblici di controllo sullo svolgimento delle attività economiche;
- è mutata la disciplina pubblicistica sostanziale a cui sono sottoposte le attività economiche private e pubbliche, partendo dalla riforma del Titolo V della Costituzione per arrivare alle convenzioni di diritto internazionale ed europeo;
- la privatizzazione si è innestata nel tessuto ordinamentale italiano nell'ambito del fenomeno di integrazione europea e mondiale dei mercati, ciò che ha spinto Sabino Cassese a coniare la formula «signoria comunitaria sul diritto amministrativo italiano»;
- singoli regimi di settore (il più rilevante è quello dei servizi pubblici) possono essere paradigmatici per lo studio concreto della disciplina.

Gli strumenti attraverso cui i pubblici poteri svolgono funzione di controllo sull'economia sono quelli già conosciuti del diritto amministrativo, cui si fa rinvio: concessioni, autorizzazioni, Autorità Indipendenti, pianificazione territoriale, le liberalizzazioni dei servizi pubblici, le privatizzazioni, la nuova disciplina degli intermediari finanziari, il patto di stabilità, i progressi della globalizzazione, ecc.